# Blue Origin NS-28
Blue Origin NS-28 var en bemannad flygning av Blue Origins New Shepard. Farkosten sköt upp på en kastbanefärd från Corn Ranch i Texas, den 22 november 2024.
Emily Calandrelli blev den 100 kvinnan att göra en rymdfärd.

## Besättning
| Turist | Sharon Hagle      |
| Turist | Marc Hagle        |
| Turist | Emily Calandrelli |
| Turist | Austin Litteral   |
| Turist | James Russell     |
| Turist | Henry Wolfond     |